# Tournoi de tennis de Montevideo
Le tournoi de Montevideo est un ancien tournoi de tennis masculin professionnel du circuit ATP.
Il a eu lieu à 2 reprises en 1994 et 1995 et s'est déroulé sur terre battue.
Un tournoi de la catégorie Challenger a ensuite été organisé de 1998 à 2001 et depuis 2005. Il se déroule au mois de novembre, sur les courts en terre battue du Carrasco Lawn Tennis Club en périphérie de Montevideo.
En 2021, la 1re édition féminine voit le jour et se déroule conjointement au tournoi masculin du 15 au 21 novembre sur terre battue en extérieur. Elle est catégorisée WTA 125.

## Palmarès messieurs

### Simple
| No | Date       | Nom et lieu du tournoi     | Catégorie       | Dotation        | Surface         | Vainqueur               | Finaliste               | Score           |                 |
| -- | ---------- | -------------------------- | --------------- | --------------- | --------------- | ----------------------- | ----------------------- | --------------- | --------------- |
| 1  | 31-10-1994 | Topper Open, Montevideo    | World Series    | 188 750 $       | Terre (ext.)    | Alberto Berasategui     | Francisco Clavet        | 6-4, 6-0        |                 |
| 2  | 30-10-1995 | Topper Open, Montevideo    | World Series    | 203 000 $       | Terre (ext.)    | Bohdan Ulihrach         | Alberto Berasategui     | 6-2, 6-3        |                 |
|    | 1996-1997  | Pas de tournoi             | Pas de tournoi  | Pas de tournoi  | Pas de tournoi  | Pas de tournoi          | Pas de tournoi          | Pas de tournoi  | Pas de tournoi  |
| 3  | 19-10-1998 | Copa Ericsson, Montevideo  | Challenger      | 100 000 $       | Terre (ext.)    | Eduardo Medica          | Christian Ruud          | 6-4, 6-4        |                 |
| 4  | 08-11-1999 | Copa Ericsson, Montevideo  | Challenger      | 100 000 $       | Terre (ext.)    | Karim Alami             | Galo Blanco             | 6-3, 6-1        |                 |
| 5  | 13-11-2000 | Copa Ericsson, Montevideo  | Challenger      | 100 000 $       | Terre (ext.)    | Guillermo Coria         | José Acasuso            | 6-3, 69-7, 6-2  |                 |
| 6  | 05-11-2001 | Copa Ericsson, Montevideo  | Challenger      | 75 000 $        | Terre (ext.)    | David Nalbandian        | Fernando González       | 6-2, 3-6, 6-3   |                 |
|    | 2002-2004  | Pas de tournoi             | Pas de tournoi  | Pas de tournoi  | Pas de tournoi  | Pas de tournoi          | Pas de tournoi          | Pas de tournoi  | Pas de tournoi  |
| 7  | 31-10-2005 | Copa Petrobras, Montevideo | Challenger      | 50 000 $        | Terre (ext.)    | Juan Martín del Potro   | Boris Pašanski          | 6-3, 2-6, 7-63  |                 |
| 8  | 23-10-2006 | Copa Petrobras, Montevideo | Challenger      | 75 000 $        | Terre (ext.)    | Guillermo Cañas         | Nicolás Lapentti        | 2-6, 6-3, 7-63  |                 |
| 9  | 29-10-2007 | Copa Petrobras, Montevideo | Challenger      | 75 000 $        | Terre (ext.)    | Santiago Ventura        | Marcel Granollers       | 4-6, 6-0, 6-4   |                 |
| 10 | 13-10-2008 | Copa Petrobras, Montevideo | Challenger      | 75 000 $        | Terre (ext.)    | Peter Luczak            | Nicolás Massú           | Forfait         |                 |
| 11 | 05-10-2009 | Copa Petrobras, Montevideo | Challenger      | 75 000 $        | Terre (ext.)    | Pablo Cuevas            | Nicolás Lapentti        | 7-5, 6-1        |                 |
| 12 | 27-09-2010 | Copa Petrobras, Montevideo | Challenger      | 75 000 $        | Terre (ext.)    | Máximo González         | Pablo Cuevas            | 1-6, 6-3, 6-4   |                 |
| 13 | 14-11-2011 | Uruguay Open, Montevideo   | Challenger      | 50 000 $        | Terre (ext.)    | Carlos Berlocq          | Máximo González         | 6-2, 7-5        |                 |
| 14 | 29-10-2012 | Uruguay Open, Montevideo   | Challenger      | 50 000 $        | Terre (ext.)    | Horacio Zeballos        | Julian Reister          | 6-3, 6-2        |                 |
| 15 | 28-10-2013 | Uruguay Open, Montevideo   | Challenger      | 50 000 $        | Terre (ext.)    | Thomaz Bellucci         | Diego Schwartzman       | 6-4, 6-4        |                 |
| 16 | 17-11-2014 | Uruguay Open, Montevideo   | Challenger      | 50 000 $        | Terre (ext.)    | Pablo Cuevas            | Hugo Dellien            | 6-2, 6-4        |                 |
| 17 | 16-11-2015 | Uruguay Open, Montevideo   | Challenger      | 50 000 $        | Terre (ext.)    | Guido Pella             | Íñigo Cervantes         | 7-5, 2-6, 6-4   |                 |
| 18 | 14-11-2016 | Uruguay Open, Montevideo   | Challenger      | 50 000 $        | Terre (ext.)    | Diego Schwartzman       | Rogério Dutra Silva     | 6-4, 6-1        |                 |
| 19 | 06-11-2017 | Uruguay Open, Montevideo   | Challenger      | 75 000 $        | Terre (ext.)    | Pablo Cuevas            | Gastão Elias            | 6-4, 6-3        |                 |
| 20 | 05-11-2018 | Uruguay Open, Montevideo   | Challenger      | 75 000 $        | Terre (ext.)    | Guido Pella             | Carlos Berlocq          | 6-3, 3-6, 6-1   |                 |
| 21 | 04-11-2019 | Uruguay Open, Montevideo   | Challenger      | 54 160 $        | Terre (ext.)    | Jaume Munar             | Federico Delbonis       | 7-5, 6-2        |                 |
|    | 2020       | Édition annulée            | Édition annulée | Édition annulée | Édition annulée | Édition annulée         | Édition annulée         | Édition annulée | Édition annulée |
| 22 | 15-11-2021 | Uruguay Open, Montevideo   | Challenger      | 52 080 $        | Terre (ext.)    | Hugo Dellien            | Juan Ignacio Londero    | 6-0, 6-1        |                 |
| 23 | 07-11-2022 | Uruguay Open, Montevideo   | Challenger      | 53 120 $        | Terre (ext.)    | Genaro Alberto Olivieri | Tomás Martín Etcheverry | 63-7, 7-65, 6-3 |                 |

### Double
| No | Date       | Nom et lieu du tournoi     | Catégorie       | Dotation        | Surface         | Vainqueurs                             | Finalistes                                 | Score             |                 |
| -- | ---------- | -------------------------- | --------------- | --------------- | --------------- | -------------------------------------- | ------------------------------------------ | ----------------- | --------------- |
| 1  | 31-10-1994 | Topper Open, Montevideo    | World Series    | 188 750 $       | Terre (ext.)    | Marcelo Filippini Luiz Mattar          | Sergio Casal Emilio Sánchez                | 7-6, 6-4          |                 |
| 2  | 30-10-1995 | Topper Open, Montevideo    | World Series    | 203 000 $       | Terre (ext.)    | Sergio Casal Emilio Sánchez            | Jiří Novák David Rikl                      | 2-6, 7-6, 7-6     |                 |
|    | 1996-1997  | Pas de tournoi             | Pas de tournoi  | Pas de tournoi  | Pas de tournoi  | Pas de tournoi                         | Pas de tournoi                             | Pas de tournoi    | Pas de tournoi  |
| 3  | 19-10-1998 | Copa Ericsson, Montevideo  | Challenger      | 100 000 $       | Terre (ext.)    | Francisco Cabello Agustín Calleri      | Paulo Taicher Cristiano Testa              | 6-4, 6-4          |                 |
| 4  | 08-11-1999 | Copa Ericsson, Montevideo  | Challenger      | 100 000 $       | Terre (ext.)    | Pablo Albano Martín García             | Diego del Río Daniel Orsanic               | 6-2, 6-3          |                 |
| 5  | 13-11-2000 | Copa Ericsson, Montevideo  | Challenger      | 100 000 $       | Terre (ext.)    | Lucas Arnold Ker Gastón Etlis          | Joan Balcells Germán Puentes               | 6-4, 6-4          |                 |
| 6  | 05-11-2001 | Copa Ericsson, Montevideo  | Challenger      | 75 000 $        | Terre (ext.)    | Diego del Río Martín Vassallo Argüello | Gastón Etlis Mariano Hood                  | Forfait           |                 |
|    | 2002-2004  | Pas de tournoi             | Pas de tournoi  | Pas de tournoi  | Pas de tournoi  | Pas de tournoi                         | Pas de tournoi                             | Pas de tournoi    | Pas de tournoi  |
| 7  | 31-10-2005 | Copa Petrobras, Montevideo | Challenger      | 50 000 $        | Terre (ext.)    | Brian Dabul Damián Patriarca           | Daniel Köllerer Oliver Marach              | 6-0, 6-4          |                 |
| 8  | 23-10-2006 | Copa Petrobras, Montevideo | Challenger      | 75 000 $        | Terre (ext.)    | Máximo González Sergio Roitman         | Guillermo Cañas Martín García              | 6-3, 7-65         |                 |
| 9  | 29-10-2007 | Copa Petrobras, Montevideo | Challenger      | 75 000 $        | Terre (ext.)    | Pablo Cuevas Luis Horna                | Marcel Granollers Santiago Ventura         | Forfait           |                 |
| 10 | 13-10-2008 | Copa Petrobras, Montevideo | Challenger      | 75 000 $        | Terre (ext.)    | Franco Ferreiro Flavio Saretta         | Daniel Gimeno-Traver Rubén Ramírez Hidalgo | 6-3, 6-2          |                 |
| 11 | 05-10-2009 | Copa Petrobras, Montevideo | Challenger      | 75 000 $        | Terre (ext.)    | Juan Pablo Brzezicki David Marrero     | Martín Cuevas Pablo Cuevas                 | 6-4, 6-4          |                 |
| 12 | 27-09-2010 | Copa Petrobras, Montevideo | Challenger      | 75 000 $        | Terre (ext.)    | Carlos Berlocq Brian Dabul             | Máximo González Sebastián Prieto           | 7-5, 6-3          |                 |
| 13 | 14-11-2011 | Uruguay Open, Montevideo   | Challenger      | 50 000 $        | Terre (ext.)    | Nikola Ćirić Goran Tošić               | Marcel Felder Diego Schwartzman            | 7-65, 7-64        |                 |
| 14 | 29-10-2012 | Uruguay Open, Montevideo   | Challenger      | 50 000 $        | Terre (ext.)    | Nikola Mektić Antonio Veić             | Blaž Kavčič Franko Škugor                  | 6-3, 5-7, [10-7]  |                 |
| 15 | 28-10-2013 | Uruguay Open, Montevideo   | Challenger      | 50 000 $        | Terre (ext.)    | Martín Cuevas Pablo Cuevas             | Rogério Dutra Silva André Ghem             | Forfait           |                 |
| 16 | 17-11-2014 | Uruguay Open, Montevideo   | Challenger      | 50 000 $        | Terre (ext.)    | Martín Cuevas Pablo Cuevas             | Nicolás Jarry Gonzalo Lama                 | 6-2, 6-4          |                 |
| 17 | 16-11-2015 | Uruguay Open, Montevideo   | Challenger      | 50 000 $        | Terre (ext.)    | Andrej Martin Hans Podlipnik-Castillo  | Marcelo Demoliner Gastão Elias             | 6-4, 3-6, [10-6]  |                 |
| 18 | 14-11-2016 | Uruguay Open, Montevideo   | Challenger      | 50 000 $        | Terre (ext.)    | Andrés Molteni Diego Schwartzman       | Fabiano de Paula Cristian Garín            | Forfait           |                 |
| 19 | 06-11-2017 | Uruguay Open, Montevideo   | Challenger      | 75 000 $        | Terre (ext.)    | Romain Arneodo Fernando Romboli        | Ariel Behar Fabiano de Paula               | 2-6, 6-4, [10-8]  |                 |
| 20 | 05-11-2018 | Uruguay Open, Montevideo   | Challenger      | 75 000 $        | Terre (ext.)    | Guido Andreozzi Guillermo Durán        | Facundo Bagnis Andrés Molteni              | 7-65, 6-4         |                 |
| 21 | 04-11-2019 | Uruguay Open, Montevideo   | Challenger      | 54 160 $        | Terre (ext.)    | Facundo Bagnis Andrés Molteni          | Orlando Luz Rafael Matos                   | 6-4, 5-7, [12-10] |                 |
|    | 2020       | Édition annulée            | Édition annulée | Édition annulée | Édition annulée | Édition annulée                        | Édition annulée                            | Édition annulée   | Édition annulée |
| 22 | 15-11-2021 | Uruguay Open, Montevideo   | Challenger      | 52 080 $        | Terre (ext.)    | Rafael Matos Felipe Meligeni Alves     | Ignacio Carou Luciano Darderi              | 6-4, 6-4          |                 |
| 23 | 07-11-2022 | Uruguay Open, Montevideo   | Challenger      | 53 120 $        | Terre (ext.)    | Karol Drzewiecki Piotr Matuszewski     | Facundo Díaz Acosta Luis David Martínez    | 6-4, 6-4          |                 |

## Palmarès dames

### Simple
| No | Date       | Nom et lieu du tournoi      | Catégorie | Dotation  | Surface      | Vainqueure     | Finaliste       | Score         |         |
| -- | ---------- | --------------------------- | --------- | --------- | ------------ | -------------- | --------------- | ------------- | ------- |
| 1  | 15-11-2021 | Montevideo Open, Montevideo | WTA 125   | 115 000 $ | Terre (ext.) | Diane Parry    | Panna Udvardy   | 6-3, 6-2      | Tableau |
| 2  | 14-11-2022 | Montevideo Open, Montevideo | WTA 125   | 115 000 $ | Terre (ext.) | Diana Shnaider | Léolia Jeanjean | 6-4, 6-4      | Tableau |
| 3  | 04-12-2023 | Montevideo Open, Montevideo | WTA 125   | 115 000 $ | Terre (ext.) | Renata Zarazúa | Diane Parry     | 7-5, 3-6, 6-4 | Tableau |

### Double
| No | Date       | Nom et lieu du tournoi     | Catégorie | Dotation  | Surface      | Vainqueures                          | Finalistes                           | Score             |         |
| -- | ---------- | -------------------------- | --------- | --------- | ------------ | ------------------------------------ | ------------------------------------ | ----------------- | ------- |
| 1  | 15-11-2021 | Montevideo Open Montevideo | WTA 125   | 115 000 $ | Terre (ext.) | Irina Maria Bara Ekaterine Gorgodze  | Carolina Alves Marina Bassols Ribera | 6-4, 6-3          | Tableau |
| 2  | 14-11-2022 | Montevideo Open Montevideo | WTA 125   | 115 000 $ | Terre (ext.) | Ingrid Gamarra Martins Luisa Stefani | Quinn Gleason Elixane Lechemia       | 7-5, 66-7, [10-6] | Tableau |
| 3  | 04-12-2023 | Montevideo Open Montevideo | WTA 125   | 115 000 $ | Terre (ext.) | María Carlé Julia Riera              | Freya Christie Yuliana Lizarazo      | 7-6, 7-5          | Tableau |